# Allen G. Thurman

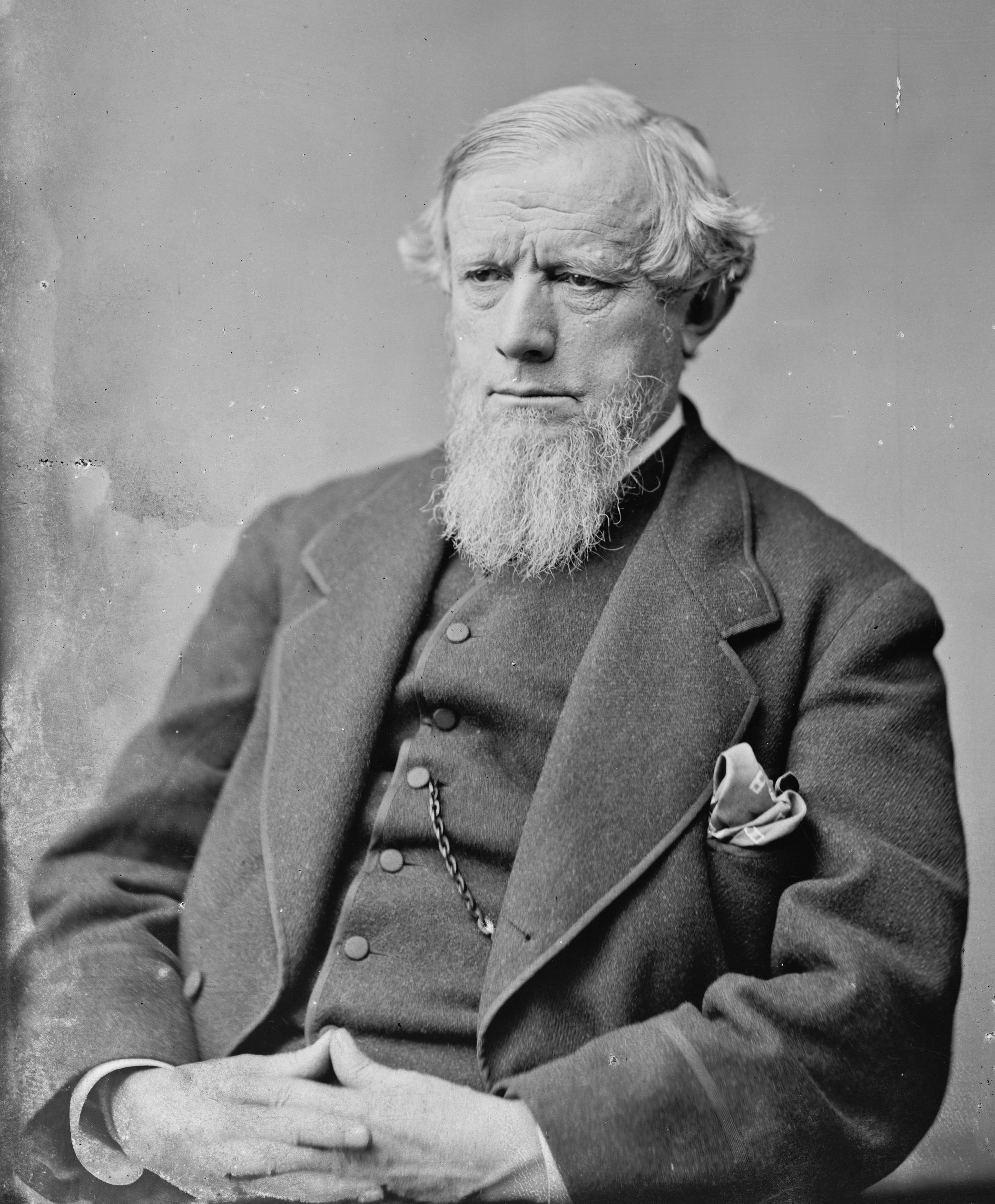
Allen G. Thurman

Allen Granberry Thurman (* 13. November 1813 in Lynchburg, Virginia; † 12. Dezember 1895 in Columbus, Ohio) war ein US-amerikanischer Jurist und Politiker, der den Bundesstaat Ohio in beiden Kammern des Kongresses vertrat. Er war außerdem der Kandidat der Demokratischen Partei für die US-Vizepräsidentschaft an der Seite von Grover Cleveland bei der Präsidentschaftswahl 1888.

## Anwalt und Kongressabgeordneter
Allen Thurman wurde als Sohn eines Lehrerehepaares in Virginia geboren; sein Fater war außerdem als methodistischer Geistlicher tätig. Im Jahr 1815 ließen seine Eltern ihre Sklaven frei und zogen mit ihrem Sohn nach Chillicothe in Ohio, wo Thurman eine von seiner Mutter geleitete Privatschule besuchte. Danach erlernte er in der Kanzlei seines Onkels William Allen, der später Gouverneur von Ohio wurde, den Beruf des Rechtsanwalts. Im Alter von 18 Jahren arbeitete er für einige Zeit als Landvermesser; drei Jahre später wurde er Privatsekretär von Robert Lucas, dem Gouverneur von Ohio.
1835 wurde Thurman in die Anwaltskammer von Ohio aufgenommen, woraufhin sein Onkel ihn als Partner in seine Kanzlei aufnahm; zwei Jahre später wurde William Allen US-Senator in Washington. Allen Thurman heiratete seine Frau Mary im November 1844; das Paar hatte drei Kinder. Im selben Jahr wurde er ins Repräsentantenhaus der Vereinigten Staaten gewählt, dessen jüngstes Mitglied er zu diesem Zeitpunkt war. Er nahm sein Kongressmandat vom 4. März 1845 bis zum 3. März 1847 wahr und trat nicht zur Wiederwahl an. Während dieser Zeit stimmte er grundsätzlich mit der Mehrheit der Demokraten im Repräsentantenhaus; lediglich in Fragen der Arbeitsbeschaffung war er eher auf der Seite der oppositionellen Whigs. Außerdem unterstützte er die Regierung von Präsident James K. Polk in der Frage des Krieges mit Mexiko. Überdies stimmte er für den Wilmot Proviso, mit dem die Ausweitung der Sklaverei auf die durch den Krieg hinzugewonnenen Gebiete verhindert werden sollte – allerdings nur deshalb, weil er diese ausschließlich als Siedlungsraum für Weiße ansah.
Nach seinem Ausscheiden aus dem Parlament arbeitete Thurman wieder als Rechtsanwalt. 1851 nahm er eine Ernennung zum Richter am Supreme Court of Ohio an, an dem er fünf Jahre verblieb. In den letzten zwei Jahren übte er dabei das Amt des Chief Justice aus, ehe er in seine private Kanzlei zurückkehrte. 1853 zog er nach Columbus, wo er bis zu seinem Tod lebte.
Im Vorfeld des Sezessionskrieges sprach Thurman sich gegen die Rücknahme des Missouri-Kompromisses und die Lecompton-Verfassung, die im neuen Bundesstaat Kansas die Sklaverei erlaubt hätte, aus. Bei der Präsidentschaftswahl 1860 unterstützte er Stephen A. Douglas aus Illinois, den Kandidaten der gemäßigten Demokraten. Nach der Wahl Abraham Lincolns zum Präsidenten wurde Thurman ein Gegner von dessen Kriegspolitik, da er zwar das Recht eines Staates auf Sezession bestritt, es aber für unklug hielt, die betreffenden Staaten nach dem vollzogenen Schritt zu bekämpfen. Während des Krieges gehörte er zu den Befürwortern einer politischen Lösung des Konfliktes.

## Senator und Kandidat für die Vizepräsidentschaft
Thurman bewarb sich 1867 als demokratischer Kandidat um das Amt des Gouverneurs von Ohio, wobei er in seinem Programm deutlich Position gegen ein erweitertes Wahlrecht für Afroamerikaner bezog; er unterlag knapp dem Republikaner Rutherford B. Hayes. Die Wähler sorgten allerdings auch für eine Mehrheit der Demokraten in der Ohio General Assembly, die dann Thurman zum US-Senator für die am 4. März 1869 beginnende Amtsperiode bestimmte. Im Senat war er ein entschiedener Gegner der von den Republikanern betriebenen Reconstruction in den Südstaaten. 1873 war Thurman maßgeblich daran beteiligt, dass in Ohio wieder ein demokratisch dominiertes Parlament gewählt wurde und sein Onkel William Allen die Wahl zum Gouverneur gewann. Er selbst konnte eine weitere Legislaturperiode im Senat antreten, wo er zu einem der führenden Köpfe der demokratischen Fraktion aufstieg. Nach der Präsidentschaftswahl von 1876 saß er in der Kommission, die nach dem unentschiedenen Ausgang zwischen dem Republikaner Rutherford B. Hayes und dem Demokraten Samuel J. Tilden den Gewinner ermitteln sollte. Er stimmte für Tilden, doch die republikanische Mehrheit in dem Gremium verhalf Hayes, seinem einstigen Gegner bei der Gouverneurswahl, zum Sieg.

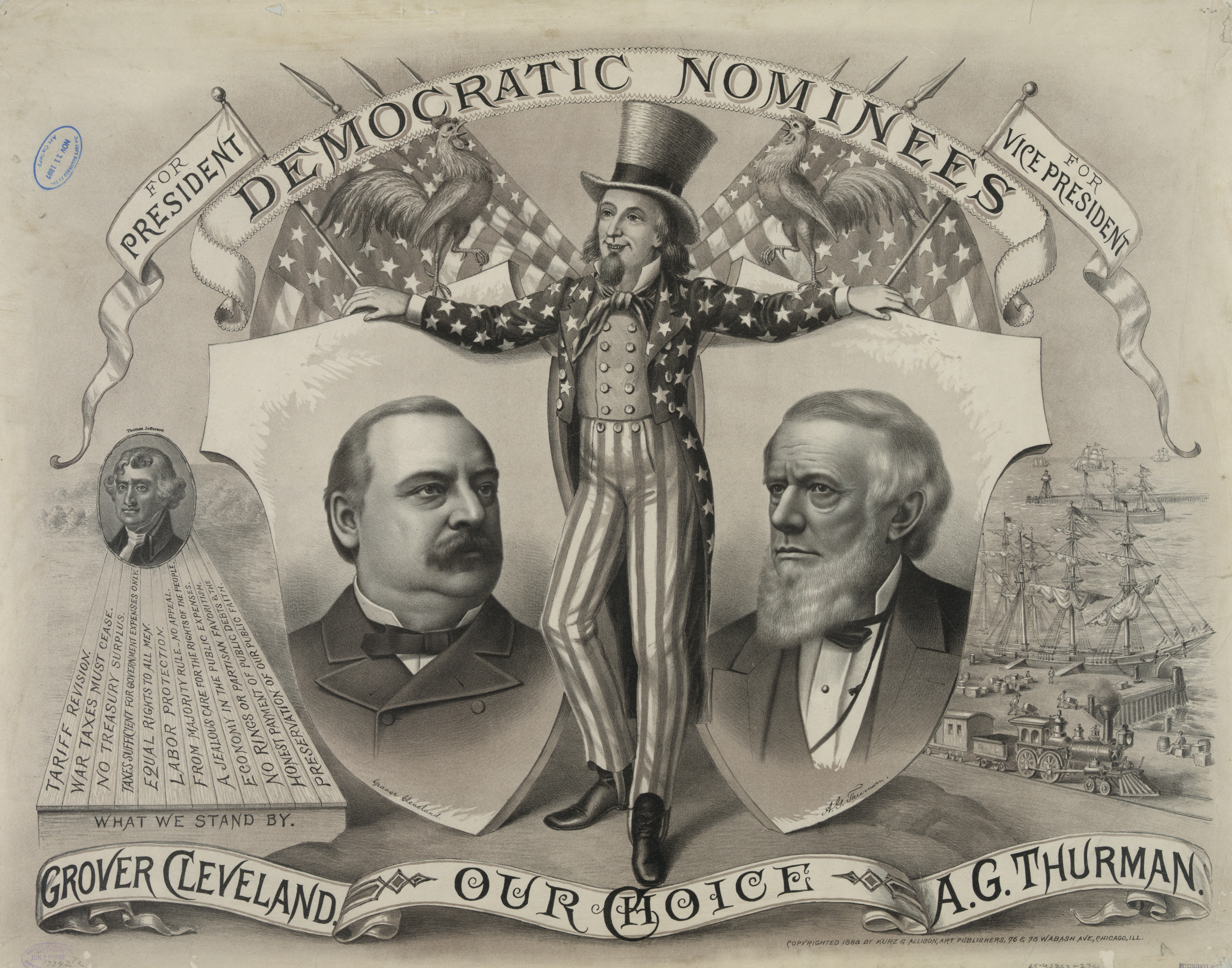
Wahlplakat von Grover Cleveland und Allen G. Thurman

Über mehrere Jahre gehörte Thurman dem Justizausschuss des Senats an, wobei er 1879 für zwei Jahre dessen Vorsitz übernahm, nachdem die Demokraten die Mehrheit im Senat erlangt hatten. Vom 15. April 1879 bis zum 5. Dezember 1880 fungierte er außerdem als Präsident pro tempore des Senats und dabei auch kurzzeitig als eigentlicher Senatspräsident, da US-Vizepräsident William Almon Wheeler, dem diese Aufgabe regulär zufiel, erkrankt war. Als die Republikaner 1880 die Parlamentswahlen in Ohio gewannen,  bedeutete dies Thurmans bevorstehenden Abschied aus dem Senat. Zunächst wurde James A. Garfield zu seinem Nachfolger gewählt; nachdem dieser überraschend Präsidentschaftskandidat der Republikaner geworden war und auch die Wahl gewonnen hatte, fiel der Senatssitz an den noch amtierenden Finanzminister John Sherman. Thurman, der den Kongress am 3. März 1881 verließ, wurde von Präsident Garfield danach zum amerikanischen Vertreter bei der internationalen Währungskonferenz in Paris ernannt.
Bei den Präsidentschaftswahlen der Jahre 1876, 1880 und 1884 hatte Thurman als sogenannter „Favorite Son“ die Delegiertenstimmen seines Heimatstaates Ohio erhalten; für die Nominierung reichte es in keinem der Fälle. Dafür wurde er 1888 vom amtierenden US-Präsidenten Grover Cleveland als Running Mate für die bevorstehenden Wahlen ausgesucht; Clevelands ursprünglicher Vizepräsident Thomas A. Hendricks war 1885 nach nur achtmonatiger Amtszeit verstorben. Letztlich gewannen Cleveland und Thurman zwar mit einem Anteil von 48,6 Prozent die Mehrheit der Wählerstimmen gegenüber den Republikanern Benjamin Harrison und Levi P. Morton, doch diese lagen bei den Wahlmännern mit 233:168 deutlich vorn, sodass Thurman das Amt des Vizepräsidenten verwehrt blieb. Er zog sich danach aus der Politik zurück und verstarb sieben Jahre später in Columbus.